# 重定向 (计算机)
在计算机领域，重定向是大多数命令行解释器所具有的功能，包括各种可以将标准流重定向用户规定地点的Unix shells。类Unix操作系统的程序可以透過dup2(2)系统调用完成重定向，或者透過缺少一些灵活性但是更高一级层次的freopen(3)和popen(3)来完成。

## 重定向标准输入输出
重定向一般透過在命令间插入特定的符号来实现。特别的，这些符号的语法如下所示:
```
command1
 
>file1

```

上面这个命令执行command1然后将输出的内容存入file1.注意任何file1内的已经存在的内容将被新内容替代。如果要将新内容添加在文件末尾，请使用>>操作符。
```
command1
 
<file1

```

执行command1，使用file1作为用来替代键盘的输入源。
```
command1
  
<infile
 
>
 
outfile

```

同时替换输入和输出，执行command1，从文件infile读取内容，然后将输出写入到outfile中。

## 管道
多个程序可以一起运行，一个程序可以直接将另外一个程序的输出作为其输入，并且不需要借助中间文件：
```
command1
 
|
 
command2

```

执行command1，将其输出作为command2的输入。这种方式被称为管道，因为"|"字符被称为"管道"。这种方式的结果和使用2个重定向及一个临时文件的方式相等价：
```
command1
 
>
 
tempfile
command2
 
<
 
tempfile
rm
 
tempfile

```

但是使用管道的时候两个命令是同时执行的，较为省时。
一个使用命令管道的很好例子是使用echo和另外一个命令达到在一个非交互式shell中达到一定的交互效果：
```
echo
 
-e
 
"user\npass"
 
|
 
ftp
 
localhost

```

这个例子运行ftp客户端，然后输入用户名，回车，然后再输入密码。

## 标准文件句柄的重定向
源自Bourne shell的许多Unix shell，可以将一个数字（文件描述符）放在重定向符号前，这样可以影响用于重定向的数据流。Unix的标准输入输出流是:
| Handle | Name   | Description  |
| ------ | ------ | ------------ |
| 0      | stdin  | 标准输入     |
| 1      | stdout | 标准输出     |
| 2      | stderr | 标准错误输出 |

例如：
```
command1
 
2
>
 
file1

```

执行command1，然后将标准错误输出重定向到文件file1
一些源自csh的shells，将&符号放在重定向符号后，达到同样的效果。这样做的原因是为了将标准输出与文件名为'1'的文件区分开来。例如对于'cat file 2>1'和'cat file 2>&1'，前者会将错误输出重定向至叫做'1'的文件，后者则将其重定向至标准输出。
另外一个很有用的功能是将一个标准文件句柄重定向到另一个。最流行的一种用法是将标准错误输出融合到标准输出中去，这样错误信息可以和其他普通的输出信息一起处理。例如：
```
find
 
/
 
-name
 
.profile
 
>
 
results
 
2
>
&
1

```

上面这个命令会找到所有名字为.profile的文件。如果没有重定向，它会输出结果到标准输出，错误（例如在遍历过程中缺少访问某些受保护目录的权限）到标准错误输出。如果标准输出被重定向到一个文件，那么错误信息就会出现在控制台上。通过使用重定向2>&1，输出的结果和错误信息都被写入了文件results.
可以将2>&1放置在">"前，但是这样并不能达到我们想要的效果。因为当解释器读到2>&1， 它并不知道标准输出已经被重定向到哪裡，所以标准错误输出并没有和标准输出融合。
如果融合过的输出通过管道作为另外一个程序的输入，那么这个融合2>&1必须在管道符号之前：
```
find
 
/
 
-name
 
.profile
 
2
>
&
1
 
|
 
less

```

一个命令
```
command
 
>
 
file
 
2
>
&
1

```

的简化版本 (不使用于bourne shell)
```
command
 
&
>file

```

或者
```
command
 
>
&
file

```

## 连锁管道
重定向和管道符可以联合使用，这样可以组合出更加复杂的命令， 例如:
```
ls
 
|
 
grep
 
'\.sh'
 
|
 
sort
 
>
 
shlist

```

上面这个命令将当前目录的内容列出来，将其作为grep命令的输入内容，grep将过滤掉没有以".sh"结尾的内容，然后将内容输出给sort命令作为输入参数，sort将输入内容按照字符的顺序排序以后，将最终的输入内容写入shlist文件。在Unix和Linux操作系统中，这个样的组合命令非常的常见。

## 重定向到多个输出
命令tee可以将一个命令的输出重定向到几个目标:
```
ls
 
-lrt
 
|
 
tee
 
xyz

```

上面这个例子将ls的输出重新定向到标准输出和文件xyz。